# Portal Tomb von Cloghfin
Das Portal Tomb von Cloghfin (mitunter auch als Standing stones – Menhire – bezeichnet) liegt im Townland Cloghfin (irisch An Chloch Fhionn) östlich von Omagh, im County Tyrone in Nordirland.
Das Nordost-Südwest orientiert Portal Tomb liegt in der Nähe der Kuppe eines niedrigen Hügels. Es besteht aus drei intakten Steinen, zwei sind denkbare Portalsteine. Es gibt einen Endstein und zwei versetzte Steine. Der Cairn erstreckt sich nach Südwesten.
Als Portal Tombs werden Megalithanlagen in Irland bezeichnet, bei denen zwei gleich hohe, aufrecht stehende Steine, mit einem Türstein dazwischen, die Vorderseite einer Kammer bilden, die mit einem, zum Teil gewaltigen, Deckstein bedeckt ist. Die meisten Anlagen des Typs befinden sich in der Nordhälfte der Insel (27 in Donegal, 23 in Tyrone).